# André Kaczmarczyk

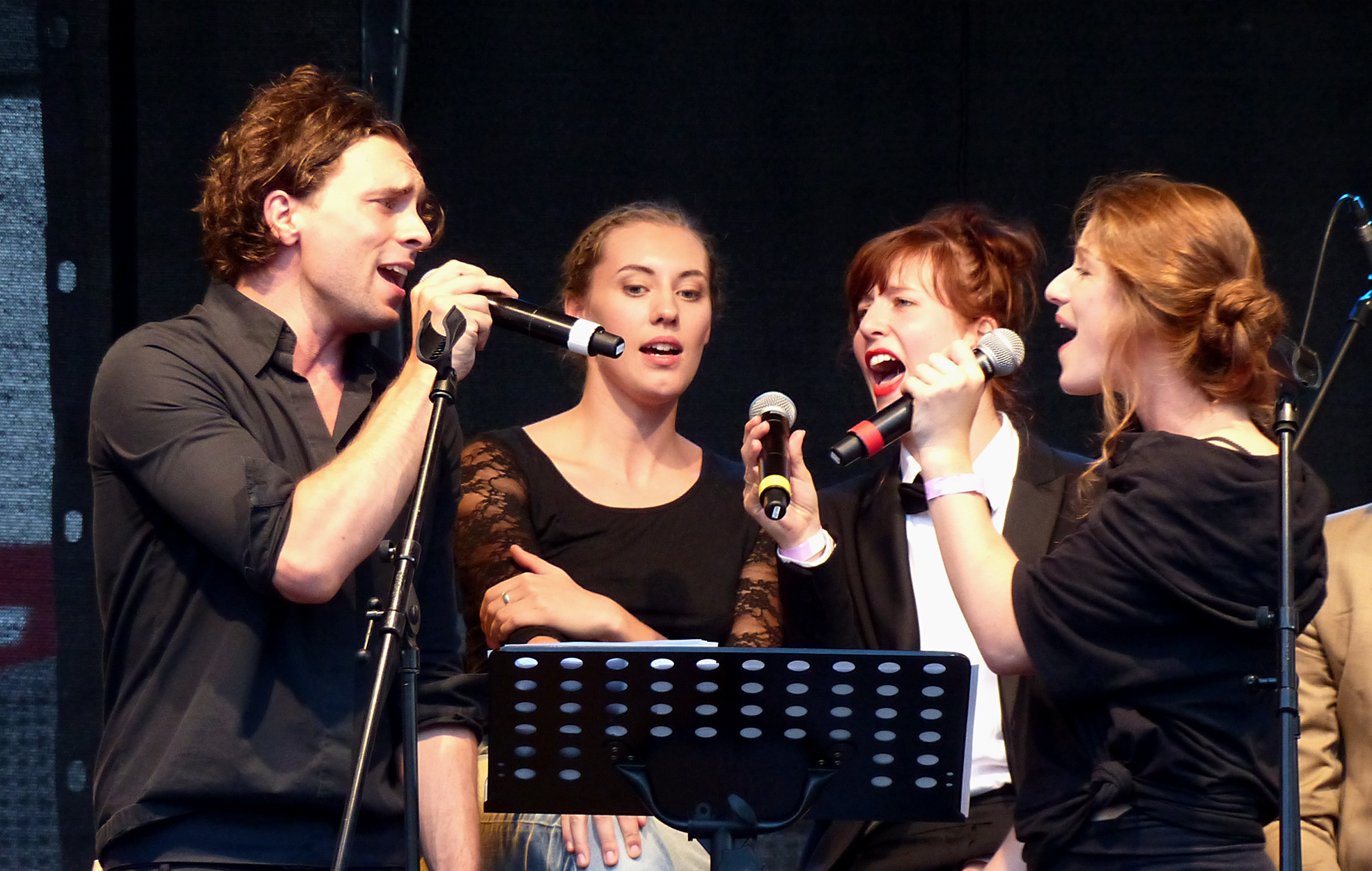
André Kaczmarczyk (links) und weitere Ensemblemitglieder des Düsseldorfer Schauspielhauses auf dem Eröffnungsfest der Spielzeit 2016/17

André Kaczmarczyk (* 1986 in Suhl) ist ein deutscher Schauspieler und Regisseur.

## Leben

### Ausbildung und Theater
André Kaczmarczyk wurde in Suhl geboren und wuchs in Eisenach auf. Dort besuchte er den musisch-künstlerischen Zweig am Elisabeth-Gymnasium. Er war in verschiedenen Jugendtheaterprojekten aktiv, zunächst Mitglied im Jugendclub am „Freien Eisenacher Burgtheater“ und, nach dessen Schließung, im Jugendclub des Landestheaters Eisenach. Nach dem Abitur verkörperte er im Sommer 2005 den jungen Martin Luther im historischen Mittelalterspiel Luther – das Fest auf der Eisenacher Freiluftbühne. Beim Luther-Fest trat er auch später auf, so im Jahr 2007 als Luthers Famulus Georg Rörer und 2009 als Teufel.
Seine professionelle Theaterkarriere begann Kaczmarczyk im Jahr 2004 am Landestheater Eisenach. 2005 wechselte er an das Hans Otto Theater Potsdam, zu dessen Ensemble er bis 2007 gehörte. Hier absolvierte er auch sein Freiwilliges Soziales Jahr. 2006 übernahm er am Hans-Otto-Theater die Rolle des jungen Soldaten in der Uraufführung von David Salz, einer szenischen Collage nach einer Idee von Lea Rosh über den gleichnamigen Auschwitz-Überlebenden (Regie Uwe Eric Laufenberg). Im September 2006 spielte er am Hans Otto Theater außerdem die Rolle des André, des Lebensgefährten der weiblichen Hauptfigur, in der deutschen Erstaufführung des Stücks Sicherheitsabstand des Kanadiers Frédéric Blanchette.
Kaczmarczyk studierte von 2006 bis 2009 Schauspiel an der Hochschule für Schauspielkunst „Ernst Busch“ Berlin. Von 2007 bis 2010 trat er regelmäßig am bat-Studiotheater der Hochschule auf, unter anderem in der Rolle des Schriftstellers in Die Jagdgesellschaft und als Lenz in einer Bühnenfassung der Erzählung Lenz von Georg Büchner. Am Maxim-Gorki-Theater in Berlin gab er 2008 den Rosencrantz in Hamlet (Regie: Tilmann Köhler). 2010 hatte er ein Engagement am Volkstheater Rostock. Er spielte 2010 außerdem in Orfeo – Love will tear us apart, einer Produktion der Kunstfestspiele Herrenhausen in Hannover, und in einer Bühnenfassung des Romans Berlin Alexanderplatz an der Schaubühne am Lehniner Platz in Berlin unter der Regie von Volker Lösch.
Von 2011 an war Kaczmarczyk am Staatsschauspiel Dresden tätig, von der Spielzeit 2013/14 bis 2016 als festes Ensemblemitglied. Am Staatsschauspiel Dresden trat er unter anderem als Jessica in Shakespeares Tragikomödie Der Kaufmann von Venedig (in einer reinen Männerbesetzung, Premiere September 2011, Regie Tilmann Köhler), als Spelunken-Jenny in Brecht/Weills Die Dreigroschenoper, als Goylbastard Nerron in der Uraufführung des Kinder- und Familientheaterstücks Reckless II – Lebendige Schatten von Cornelia Funke (Uraufführung Oktober 2012) und als Kevin „Princess“ Marley in der Uraufführung von Fast ganz nah (euer Krieg ist unser Krieg) von Pamela Carter (ein Werkauftrag der Bundeszentrale für politische Bildung, Uraufführung April 2013) auf. In Dresden spielte er den „Hallodri“ Alfred in Horváths Schauspiel Geschichten aus dem Wiener Wald (Premiere Spielzeit 2013/14, Regie Barbara Bürk), Nikolai in Dostojewskis Die Dämonen (Premiere Spielzeit 2013/14, Regie Friederike Heller) und den Narren Touchstone in Shakespeares Wie es euch gefällt (Premiere Spielzeit 2014/15, Regie Jan Gehler).
In der Spielzeit 2014/15 übernahm Kaczmarczyk am Dresdner Staatsschauspiel die Titelfigur in Dantons Tod in einer Neuinszenierung von Friederike Heller. In der Spielzeit 2015/16 spielte er in einer Inszenierung von Matthias Hartmann die Rolle des Fürsten Myschkin in einer Bühnenfassung von Dostojewskis Roman Der Idiot. In der Spielzeit 2015/16 stand Kaczmarczyk in der Rolle der Operndiva Ildebranda Cuffari in einer Bühnenfassung des Films Fellinis Schiff der Träume auf der Bühne. Mehrere Spielzeiten war er in Dresden auch, an der Seite von Lea Ruckpaul als Isa, als Tschick in der Bühnenadaption des gleichnamigen Romans von Wolfgang Herrndorf zu sehen. Diese Rolle spielte er nochmals in seiner letzten Spielzeit als festes Mitglied des Staatsschauspiels Dresden 2015/16.
Ab der Spielzeit 2016 bis 2022 war er unter dem neuen Intendanten Wilfried Schulz festes Ensemblemitglied am Düsseldorfer Schauspielhaus. Dort spielte er zu Beginn der Spielzeit 2016/17 die Rolle des Enkidu im Epos Gilgamesh in einer Bühnenbearbeitung von Raoul Schrott. Weitere Rollen waren die des Macbeth in der Spielzeit 2021/22 und Richard III. in der Spielzeit 2023/24. Seit der Spielzeit 2022/2023 arbeitet er wieder freischaffend als Schauspieler und Regisseur.
Kaczmarczyk erarbeitet auch eigene, oft musikalische Formate. In der Spielzeit 2016/17 brachte er in Düsseldorf den Ensemble-Liederabend Heart of Gold auf die Bühne. In der Sammlung Philara hatte in der Spielzeit 2017/18 die gemeinsam mit Felix Krakau entstandene Produktion Jeff Koons Premiere, eine szenische Installation nach dem gleichnamigen Stück von Rainald Goetz. Seine Bühnenfassung von Alice nach Lewis Carroll hatte als Musiktheater im Oktober 2020 am Schauspielhaus Düsseldorf Premiere.
Kaczmarczyk lebt in Düsseldorf-Flingern.

### Film, Fernsehen und Hörspiel
Kaczmarczyk wirkte auch in Film- und Fernsehproduktionen sowie in einigen Kurzfilmen mit. In der am 4. Dezember 2010 im Rahmen der ZDF-Fernsehdokumentationsreihe Die Deutschen erstausgestrahlten Episode Ludwig II. und die Bayern (Staffel 2; Teil 8) verkörperte er den Märchenkönig Ludwig II. von Bayern. 2011 hatte er eine kleine Rolle (als Titania) in dem Historien-Thriller Anonymus von Roland Emmerich. In dem 2010 gedrehten Kurzspielfilm Der Sandmann, der nach der gleichnamigen Erzählung von E. T. A. Hoffmann entstand und im April 2012 seine TV-Premiere hatte, spielte er den Dichter Nathanael.
2012 hatte er eine Episodenrolle in der ARD-Krimiserie Heiter bis tödlich: Akte Ex als junger Künstler Tobias Krüger. Im selben Jahr war Kaczmarczyk auch in zwei Märchenfilmen zu sehen: als junger König Jakob in Allerleirauh (Das Erste; Dezember 2012) und als Prinz Markus in Die sechs Schwäne (ZDF, Dezember 2012); beiden Rollen gab er „vielschichtige charakterliche Züge“.
Im November 2015 war Kaczmarczyk in der ARD-Serie In aller Freundschaft – Die jungen Ärzte als Heiko „Ralle“ Rallburg zu sehen. Er spielte den kriminellen besten Freund von Assistenzarzt Elias Bähr (Stefan Ruppe) aus gemeinsamen Schultagen. In dem ZDF-Fernsehkrimi München Mord: Wo bist Du, Feigling? (Erstausstrahlung: September 2016) war er in der Rolle des Niklas Bernhard zu sehen. In der 9. Staffel der ZDF-Krimiserie Die Chefin (Erstausstrahlung ab August 2018) hatte er eine Episodenhauptrolle als Anton Berger; er verkörperte, an der Seite von Franz Pätzold den Inhaber einer Münchner Software- und IT-Firma und Bruder eines psychopathischen Mehrfachmörders.
Seit Januar 2022 ist er als Vincent Ross der erste genderfluide Polizeiruf-110-Kommissar und Nachfolger von Maria Simon (alias Olga Lenski). Er bildete zusammen mit Lucas Gregorowicz (alias Adam Raczek) bis 2022 ein polnisch-deutsches Ermittlerduo.
André Kaczmarczyk wirkte als Hörspielsprecher auch in verschiedenen Hörspielproduktionen des Rundfunk Berlin-Brandenburg, von Deutschlandfunk Kultur und BBC Radio mit.

### Auszeichnungen
2003 wurde Kaczmarczyk mit dem Jugendkulturpreis der Stadt Eisenach ausgezeichnet. 2017 erhielt er den Publikumspreis Gustaf des Vereins der Freunde des Düsseldorfer Schauspielhauses, 2018 neben Lou Strenger, Lieke Hoppe und Kilian Ponert ebenfalls. 2018 erhielt er den Förderpreis für Darstellende Kunst der Landeshauptstadt Düsseldorf.

## Theatrografie (Düsseldorfer Schauspielhaus)

### Als Schauspieler
- 2016: Der Idiot von Fjodor Michailowitsch Dostojewski (Rolle: Fürst Lew Nikolajewitsch Myschkin), Regie: Matthias Hartmann
- 2016: Gilgamesch-Epos übertragen von Raoul Schrott (Rolle: Enkidu), Regie: Roger Vontobel
- 2016: Das Käthchen von Heilbronn von Heinrich von Kleist (Rolle: Graf Wetter vom Strahl), Regie: Simon Solberg
- 2017: Auerhaus von Bov Bjerg (Rolle: Harry), Regie: Robert Gerloff
- 2017: Der Sandmann nach der Erzählung von E.T.A. Hoffmann (Rolle: Der Sandmann), Regie: Robert Wilson
- 2017: Fabian oder Der Gang vor die Hunde nach dem Roman von Erich Kästner (Rolle: Jakob Fabian), Regie: Bernadette Sonnenbichler
- 2017: Lazarus von David Bowie und Enda Walsh (Rolle: Valentine), Regie: Matthias Hartmann
- 2018: Caligula von Albert Camus (Rolle: Caligula), Regie: Sebastian Baumgarten
- 2018: Momentum von Lot Vekemans (Rolle: Das ungeborene Kind), Regie: Roger Vontobel
- 2018: Don Karlos von Friedrich Schiller (Rolle: Marquis von Posa), Regie: Alexander Eisenach
- 2019: Das Dschungelbuch nach dem Roman von Rudyard Kipling (Rolle: Bagheera), Regie: Robert Wilson
- 2019: Henry VI & Margaretha di Napoli nach William Shakespeare von Tom Lanoye (Rolle: Henry VI), Regie: David Bösch
- 2020: Alice nach Lewis Carroll, aus dem Englischen von Christian Enzensberger, Fassung von André Kaczmarczyk, Regie: André Kaczmarczyk
- 2021: Das Rheingold. Eine andere Geschichte von Feridun Zaimoglu und Günter Senkel nach Richard Wagner (Rolle: Loge), Regie: Roger Vontobel
- 2021: Kleiner Mann – was nun? nach dem Roman von Hans Fallada (Rolle: Johannes Pinneberg), Regie: Tilmann Köhler
- 2021: Macbeth von William Shakespeare, aus dem Englischen von Thomas Brasch (Rolle: Macbeth), Regie: Evgeny Titov
- 2022: Cabaret von Joe Masteroff, John Kander und Fred Ebb nach den »Berlin Stories« von Christopher Isherwood, (Rolle: Conférencier), Regie: André Kaczmarczyk
- 2023: Richard III. von William Shakespeare, aus dem Englischen von Thomas Brasch (Rolle: Richard III.), Regie: Evgeny Titov

### Als Regisseur
- 2020: Alice, Musiktheater nach Lewis Carroll
- 2022: Orlando von Virginia Woolf, Regie/Bühnenfassung und Liedtexte
- 2022: Cabaret von Joe Masteroff, John Kander und Fred Ebb
- 2023: Der Teufel mit den drei goldenen Haaren von F.K. Waechter nach den Brüdern Grimm
- 2023: Das Sparschwein / Die Kontrakte des Kaufmanns von Eugène Labiche/Elfriede Jelinek
- 2025: Die Märchen des Oscar Wilde erzählt im Zuchthaus zu Reading, nach Oscar Wilde, Fassung von André Kaczmarczyk

## Filmografie
- 2010: Genau Gleich (Kurzfilm)
- 2010: Die Deutschen: Ludwig II. und die Bayern (Fernsehreihe)
- 2011: Born Ready (Kurzfilm)
- 2011: Anonymus
- 2012: Der Sandmann (Fernsehfilm)
- 2012: Leg ihn um!
- 2012: Heiter bis tödlich: Akte Ex (Fernsehserie, Folge Schweinskram)
- 2012: Allerleirauh (Fernsehfilm)
- 2012: Die sechs Schwäne (Fernsehfilm)
- 2013: Wildwechsel (Kurzfilm)
- 2014: 37 Days (Fernsehserie, 3 Folgen)
- 2015: In aller Freundschaft – Die jungen Ärzte (Fernsehserie, Folge Alte Bande)
- 2016: München Mord: Wo bist Du, Feigling? (Fernsehreihe)
- 2018: Die Chefin (Fernsehserie, Folge Glück)
- 2020: Lindenberg! Mach dein Ding
- 2022: Polizeiruf 110: Hildes Erbe (Fernsehreihe)
- 2022: Polizeiruf 110: Abgrund (Fernsehreihe)
- 2023: Polizeiruf 110: Der Gott des Bankrotts (Fernsehreihe)
- 2023: Polizeiruf 110: Cottbus Kopflos (Fernsehreihe)
- 2024: Polizeiruf 110: Wasserwege (Fernsehreihe)
- 2024: Push (Fernsehserie, 5 Folgen)
- 2025: Polizeiruf 110: Spiel gegen den Ball (Fernsehreihe)